# Mariano IV d'Arborée
Mariano IV d'Arborée (en sarde : Marianu IV, né en 1319 - mai 1375), surnommé « le Grand »,,, fut Juge d'Arborée, en Sardaigne, de 1347 à sa mort. Comme son surnom l'indique, il est considéré comme le plus grand des juges du judicat d'Arborée. Considéré comme un législateur et un guerrier, son règne se caractérise par une mise en forme générale des lois de son Judicat et des guerres continuelles avec la république de Pise et le couronne d'Aragon. C'est enfin un souverain religieux qui entretient des relations avec Catherine de Sienne. En résumé Mariano IV laisse le souvenir d'un « sage législateur, d'un habile politique, et d'un vaillant guerrier ».

## Origine
Mariano nait à Oristano vers 1319, il est second fils de Ugone II de la lignée des Bas-Serra. Son père joue un rôle décisif dans la conquête de la Sardaigne par les aragonais du royaume d'Aragon par son alliance avec le roi Jacques II d'Aragon qu'il appuie avec un corps expéditionnaire au service de l'Infant Alfonso et d'une aide économique et militaire substantielle. Pour récompenser Ugone II qui selon les lois médiévales exerce une pleine souveraineté, le roi lui donne en fief en 1323 « totum iudicatum arboricole » et des territoires « extra-judicaux » alors en sa possession. Pour sceller son alliance avec Jacques II, Ugone II envoie ses fils puinés Mariano et son frère Giovanni à Barcelone pour recevoir une éducation conforme à leur rang. Ils sont traités tous deux à la cour d'Alphonse IV d'Aragon comme des membres de la famille régnante car la dynastie d'Arborée est issu des vicomtes aragonais de  Bas.

## Seigneur Aragonais
En 1333-1335  le roi Alphonse IV d'Aragon accorde aux deux frères des fiefs dans ses domaines, le village de Molins de Rey et le château de Frosty. Le 7 avril 1332  le roi attribue à  Mariano les châteaux Goceano et Marmilla dans le centre de la Sardaigne et à Giovanni celui de Monteacuto Barumele, ratifiant ainsi une décision d'Ugone II de mai 1331. En 1336, Mariano fait chevalier représente son frère ainé Pietro III d'Arborée, qui a succédé  à leur père Ugone II en 1336, lors du  couronnement de Pierre IV d'Aragon à Saragosse il a l'honneur de tenir les rênes du cheval du roi. La même année Mariano épouse la noble aragonaise Timbor de Rocabertí, fille de  Dalmace IV de Rocabertí et de Béatrice de Serrallonga, baronne de Cabrenys. En 1339 le roi nomme Mariano comte de Goceano et seigneur de Marmilla et à une  date inconnue, Giovanni seigneur de Monteacuto Barumele et Bosa. Mariano revient en Sardaigne en 1341/1342 avec son épouse et ses enfants Ugone et Béatrice qui contrairement à la tradition est bien la sœur ainée d'Éléonore d'Arborée. Les années passées à Barcelone ont été une expérience fondamentale dans la vie de Mariano  qui a été en mesure d'y découvrir  les institutions, les formes de gouvernement et d'organisation administrative d'une grande monarchie.

## Vassal de l'Aragon
Au début de 1347 Pietro III d'Arborée meurt sans héritier  et Mariano IV  monte sur le trône d'Arborée et regagne définitivement Oristano. Un de ses premiers actes comme souverain consiste à repeupler la cité de Goceano, rebâtissant le château et y aménageant un jardin fleuri. Dans un premier temps il poursuit la politique favorable à l'Aragon de son père et de son frère, même si  les signes de la future crise de l'alliance apparaissent lors de la non-reconnaissance par la couronne d'Aragon
d'un rôle de souveraineté sur l'île au judicat d'Arborée. En 1347 la famille génoise des Doria implantée en Sardaigne se révolte. Le conflit  entre Pierre IV d'Aragon et les Doria, qui possèdent d'importants domaines dans le nord de la Sardaigne dont les villes fortifiées de Alghero et Castelgenovese aujourd'hui Castelsardo, se transforme en une guerre entre le royaume d'Aragon et la république de Gênes. Mariano IV  tout en restant fidèle au roi n'intervient pas dans le conflit. En août 1347 les Aragonais sont défaits  lors de la  bataille de Aidu de Turdu près du village de Bonorva en logudoro et les quelques survivants se réfugient dans le château de Goceano, les Doria n'obtiennent pas d'avantage décisif de leur victoire et en 1348 le roi confie à Mariano IV le soin de négocier la paix avec eux.
Bien que l'alliance avec le royaume d'Aragon soit effective depuis près de cinquante ans, Mariano IV réalise alors que l'objectif politique de Pierre IV n'est ni plus ni moins que l'annexion de Sardaigne et, à la suite de la prise d'Alghero en 1353, il rompt avec les Aragonais. Il s'allie avec la république génoise et les Doria, puis entre en  guerre contre la couronne d'Aragon, devenant ainsi également l'ennemi de la république de Pise. Un autre événement précipite la rupture; la rivalité croissante entre Mariano IV et son frère Giovanni qui entre 1338 et 1346, accroit considérablement son pouvoir par l'acquisition domaines 
en Sardaigne jusqu'à devenir le maître de facto de tout le Gallura supérieur. Comme vassal il est de plus en plus lié à la couronne d'Aragon et de moins en moins dépendant du Judicat. Le roi tente de trouver un accord entre les frères, surtout lorsqu'il doit réprimer la rébellion des Doria.
Mariano IV entreprend ensuite d'incorporer dans ses domaines des territoires dépendants du Judicat, c'est-à-dire le château et la villa de Bosa, un grand port sur la côte ouest contrôlé par Giovanni, ce dernier, soutenu par un tribunal aragonais, lui résiste. Mariano IV  fait alors capturer son frère au cours de l'été 1349 et il l'enferme dans la tour de Saint-Philippe d'Oristano, où il est reste captif jusqu'à sa mort probablement vers 1375/1376. Le roi ordonne en vain à Mariano IV de libérer son frère, qu'il considère comme son vassal.
Mariano IV refuse en faisant valoir que l'intervention du roi est une ingérence dans les affaires du Judicat alors que son acte n'est que l'exercice d'un droit, de punir un sujet rebelle. Le différend entre Mariano IV et Giovanni se trouve ainsi  transformé en un conflit ouvert entre Mariano IV et le roi d'Aragon.

## Guerre de 1353-1354 contre l'Aragon
Mariano IV entreprend alors de renégocier l'alliance avec l'Aragon. Le 31 mars 1353, répondant au roi il lui
demande de rassembler des troupes pour repousser une invasion de Gênes, et lui propose d'acquérir
la forteresse et le territoire d'Alghero, prise à l'ennemi, le roi envisage d'accepter la demande mais il se heurte à une forte opposition de sa cour notamment du parti des Moncada qui plaide la cause de Giovanni pendant que d'autres font valoir qu'il ne doit pas céder au chantage d'un seigneur féodal sarde. En Sardaigne le Gouverneur général de Cagliari déconseille également l’élargissement du territoire du Judicat. La réponse du roi est finalement négative. Tout en demeurent neutre, Mariano IV se fait alors plus complaisant envers les Doria, leur donnant son soutien ouvert avec des hommes et de l'argent, permettant le passage libre de leurs troupes dans les territoires du Judicat et fournissant des vivres la forteresse de Alghero. La situation change lorsque 18 juillet part de Valence une flotte commandée par l'amiral Bernat de Cabrera, le 27 août elle arrive à Porto Conte et défait les Génois, le 30, Alghero se rend. Le 3 septembre, L'amiral de Cabrera, ordonne à Mariano IV de venir à Alghero se disculper de son comportement ambigu et de l'emprisonnement arbitraire de Giovanni, mais surtout de faire acte de soumission. Accepter de telles exigences signifie pour le Juge renoncer à sa souveraineté et Mariano  IV envoie à sa place à l'amiral son épouse Timbor. Les tractations n'aboutissent pas du fait de l'attitude hostile de la municipalité de Cagliari. À la mi-septembre  la guerre éclate, les troupes d'Arborée pénètrent dans le domaine royal de Cagliari sans rencontrer de résistance. De nombreux villages se révoltent contre les barons aragonais et embrassent la cause du Juge. L'armée de Mariano IV occupe Quartu, à quelques lieux de Cagliari, et assiègent la ville. Le 18 septembre, les administrateurs de Cagliari demandent l'aide de Cabrera, qui est dans le nord de l'île: la situation de la cité est précaire, les gens n'osent pas s'éloigner du château et l'approvisionnement est difficile car Mariano IV empêche les vivres d'arriver de Cagliari et Villa Iglesias. Le 6 octobre Cabrera défait le Juge près de Quartu et desserre son étreinte sur Cagliari.
Dans le Nord la rébellion fomentées par les Doria progressent, le 13 octobre la forteresse de Monteleone se rebelle et le 15 celle d'Alghero est libérée. À la fin du mois Matteo Doria menace Sassari avec 400 chevaliers et mille fantassins. L'année se termine par la prise de contrôle par le Judicat d'Arborée et les Doria de presque toute la Sardaigne rurale, Il ne reste au roi d'Aragon que Cagliari, Sassari, Villa Iglesias qui se rebelle aussi en avril 1354, et certains châteaux. Mariano IV avait des capacités militaires considérables, comme stratège et comme commandant. Grâce aux exportations substantielles de céréales, le juge avait en outre des ressources pour soutenir une armée, capable de rivaliser sur un pied d'égalité avec les aragonais, qui comprenait de l'infanterie et de la cavalerie recrutées dans les villages ainsi qu'un corps d'archers et des mercenaires dirigés par des capitaines italiens. Une correspondance non datée de Catherine de Sienne  évoque une Croisade conçue par Mariano IV qui lui fait part de sa volonté d'aller en Terre sainte avec sa propre armée.
En octobre, à Cagliari le capitaine général du Royaume diligente une enquête sur Mariano IV pour crimes de félonie et de trahison. En fait la guerre de 1353/1354 n'est encore qu'une révolte féodale faite pour défendre l'autonomie des territoires acquis par le Judicat, mais qui évite une rupture définitive avec la Couronne d'Aragon.
Avant que la situation se dégrade plus, Pierre IV organise une nouvelle expédition pour écraser les rébellions dans l'île. L'immense flotte, commandée par le souverain lui-même, arrive 22 juin 1354 à Porto Conte. Le but de l'opération est de recouvrer Alghero. Le siège qui dure cinq mois est un désastre militaire et financier : le paludisme fait des ravages parmi les soldats et les courtisans. Mariano IV réside à Bosa avec ses troupes, et à un certain moment il ne se trouve qu'à quatre lieues du roi, mais il n'engage pas le combat. 
Le roi d'Aragon ne veut pas non plus prendre le risquer d'une défaite, qui ruinerait ses plans pour reprendre Alghero et de même sort la Sardaigne. Il préfère entamer des négociations avec Mariano IV et parvenir à un accord honorable.
Le 13 novembre la soi-disant paix d'Alghero est conclue, Mariano IV atteint bon nombre des objectifs qui lui avaient fait prendre le armes : l'autonomie du gouvernement et de la magistrature, la liberté de commerce des ports d'Arborée, l'inféodation de la Gallurie, un engagement que gouverneur-général des États lui serait favorable. Dans ces conditions le 16 novembre  Pierre IV peut prendre possession d'Alghero. Pendant la trêve avec Mariano IV, le roi se consacre à la réforme des structures gouvernementales et l'unification politique et institutionnelle de son royaume de Sardaigne. Du 15 février au 14 mars 1355, il préside les travaux du premier parlement convoqué en Sardaigne. Mariano IV ne se présente pas à cette assemblée  ce qui serait une soumission ouverte à l'autorité royale, mais s'y fait représenter par Ranieri de Gualandi. Le 11 juillet est signé à Sanluri un nouveau traité de paix qui confirme l'attribution définitivement d'Alghero et qui implique également les Doria.
Mariano IV restitue au roi quelques châteaux occupés pendant la guerre, mais obtient la confirmation globale des conditions favorables qui lui ont été accordées. Sa renommée grandit au-delà des frontières de l'île, l'alliance entre Mariano IV et la république de Gênes est évoquée dans une lettre de Pétrarque en février/mars 1353 au Doge, dans laquelle la rébellion de l'Arborée est le prétexte d'un discours plus large sur la liberté italienne. Avec le traité de Sanluri s'ouvre une décennie de paix, au cours de laquelle Mariano IV se consacre à la réforme des structures de gouvernement, la réorganisation de la législation et de la modernisation de la société d'Arborée.

## Guerre de 1364-1375 contre l'Aragon
En 1364-1365 la reprise de la guerre contre l'Aragon s'insère dans un contexte politique et diplomatique différent.
Mariano IV ouvre les hostilités en profitant de la guerre des Deux Pierre entre la Castille et d'Aragon. Pierre IV d'Aragon n'est pas en mesure de se battre sur deux fronts. En 1364, profitant d'un retard dans le versement des sommes dues au Saint-Siège, suzerain théorique de la Sardaigne par le roi, Mariano IV réclame au pape Urbain V l'investiture du « Regnum Sardiniae »  à la place Pierre IV. 
Même si le projet n'aboutit, pas son dessin est clair. Les négociations avec la Curie continuent jusqu'en 1374 mais le Saint-Siège ne lui reconnait que la pleine possession de l'île sauf Sassari, Alghero et Cagliari.  Quand Pierre IV réussit à écarter l'hypothèse d'une investiture féodale de Mariano IV sur Cagliari et Villa Iglesias, Mariano IV réclame comme condition pour la paix dans le fief de l'octroi de la Sardaigne en échange d'une grosse somme et un recensement annuel, sous la souveraineté de la couronne d'Aragon ; la demande n'a pas été suivie.
L'offensive militaire anti-aragonaise se développe de nouveau vers la Campidano et Sigerro : en 1365 Mariano conquiert les villages, les châteaux et Villa de Iglésias, qui s'étaient rebellés. Au printemps de 1366 il bâtit en Selargius, juste à l'extérieur de Cagliari, un camp fortifié bloquant l'approvisionnement de la ville. Les troupes du Judicat pillent les villages de Cagliari et les marais salants, mais le château résiste.
Mariano IV, avec le soutien de Gênes, ouvre un nouveau front dans le nord. En 1367 il gagne à sa cause le génois Brancaleone Doria, seigneur de Castelgenovese, ancien allié de la couronne d'Aragon, en ouvrant des négociations pour son mariage avec sa fille Éléonore (née entre 1350 et 1352), son autre fille Béatrice avait épousé en 1363 le vicomte Aymeri VI de Narbonne, ce qui lui permet le contrôle de la forteresse de Casteldoria. L'alliance avec les Doria, cimentée par un mariage, est décisive pour la poursuite de la guerre et la conquête des territoires aragonais insulaires.
Pierre IV envoie en juin 1368 une flotte commandée par Pere de Luna qui pénètre à la tête d'une armée profondément dans le Judicat d'Arborée, profitant de la faiblesse des défenses, et inquiète Oristano, qui n'avaient jamais été assiégées par les troupes aragonaises. Le siège dure quelques semaines: le donnicello Hugone vient à la rescousse à la tête d'une armée recrutée dans les territoires royaux occupés. Alors que les Aragonais se préparent à la bataille, Mariano IV avec beaucoup de perspicacité fait une sortie depuis la ville, les attaque par derrière et réussit à les encercler. Les troupes aragonaise sont prises entre les armées d'Arborée, commandées par Mariano IV et celle du futur Ugone III, et sont vaincues.

## Dernières années
En 1369, après un siège de courte durée, il prend Sassari. En 1370 la présence du royaume d'Aragon en Sardaigne se réduit aux cités de Cagliari, d'Alghero et aux châteaux de San Michele, Gioiosaguardia, Acquafredda et Quirra. En 1374 la flotte génoise, alliée de Mariano IV force le port de Cagliari, mais est repoussée par les troupes royales. Il se prépare à entreprendre une autre campagne lorsqu'il meurt en mai 1375 de la peste endémique qui sévit en Sardaigne.

## Postérité
De son épouse Timbor de Rocaberti, Mariano IV laisse trois enfants :
- Ugone III, son successeur
- Béatrice d'Arborée (morte en 1377), épouse en 1363 le vicomte Aymeri VI de Narbonne
- Éléonore épouse de Brancaleone Doria,
- une fille anonyme morte jeune le 14 janvier 1343

Timbor est encore vivante en 1361, après elle disparait des sources..